# Sydslesvigs danske ungdomsforeninger
|  | Denne artikel er oprettet af botten Steenthbot ud fra en ekstern database. Den kan derfor have sproglige fejl eller mangler. Denne skabelon kan fjernes efter kontrol af indholdet. |

Sydslesvigs danske ungdomsforeninger er en dansk dokumentarfilm fra 1972 efter manuskript af Ebbe Larsen.

## Handling
Det daglige arbejde i Sydslesvigs danske Ungdomsforeningers foreninger og institutioner: introduktion til SdU’s aktiviteterog fritidstilbud efter skolen: fritidshjem, teater, musik, byggelegeplads, haver, kæledyr, gymnastik. Idrætshallen i Flensborg, SdU’s revy, foreningslivet i Sydslesvig om vinteren, FDF’s orkester, spejdere og lejrliv i Tydal, Slesvig Roklub, Flensborg Yacht-Club, kajakroning på Trene-floden og i Frederiksstad, skoleklasse fra Danmark på besøg i Sydslesvig, Christianslyst - ejendommen og faciliteter, Dannevirke, mm. En oversigt over det danske ungdomsarbejde i Sydslesvig.